# Mosteiro (Vieira do Minho)
Mosteiro is een plaats (freguesia) in de Portugese gemeente Vieira do Minho en telt 931 inwoners (2001).